# Saikaidō

province del Saikaidō

Saikaidō (西海道?, letteralmente, "circuito del mare occidentale" o "regione del mare occidentale") è un termine geografico giapponese. Indica sia un'antica divisione del paese sia la strada principale che l'attraversa. Il Saikaido era uno dei circuiti principali del sistema Gokishichidō, che fu originariamente istituito durante il periodo Asuka.
Questo nome identificava la regione geografica del Kyūshū e le isole di Tsushima e Iki. Consisteva di nove antiche province e due isole. Le province includevano Chikuzen, Chikugo, Buzen, Bungo, Hizen, Higo, Hyūga, Satsuma e Ōsumi.